# Нюблум, Хелена
Хелена Нюблум (швед. Helena Nyblom; 7 декабря 1843 года, Копенгаген — 9 октября 1926 года, Стокгольм) — шведская детская писательница, поэт. Наиболее известно её произведение «Лебяжий костюм».

## Биография
Хелена Нюблум родилась 7 декабря 1843 года. Её родителями были датский художник Йорген Роэд и Эмилия Матильда Крузе (дат. Emilie Mathilde Kruse). Её отец был профессором Королевской академии художеств в Копенгагене. Поэтому в их доме часто бывали местные художники, музыканты, писатели др. Нюблоум с детства проявила музыкальные способности, играла на фортепиано.

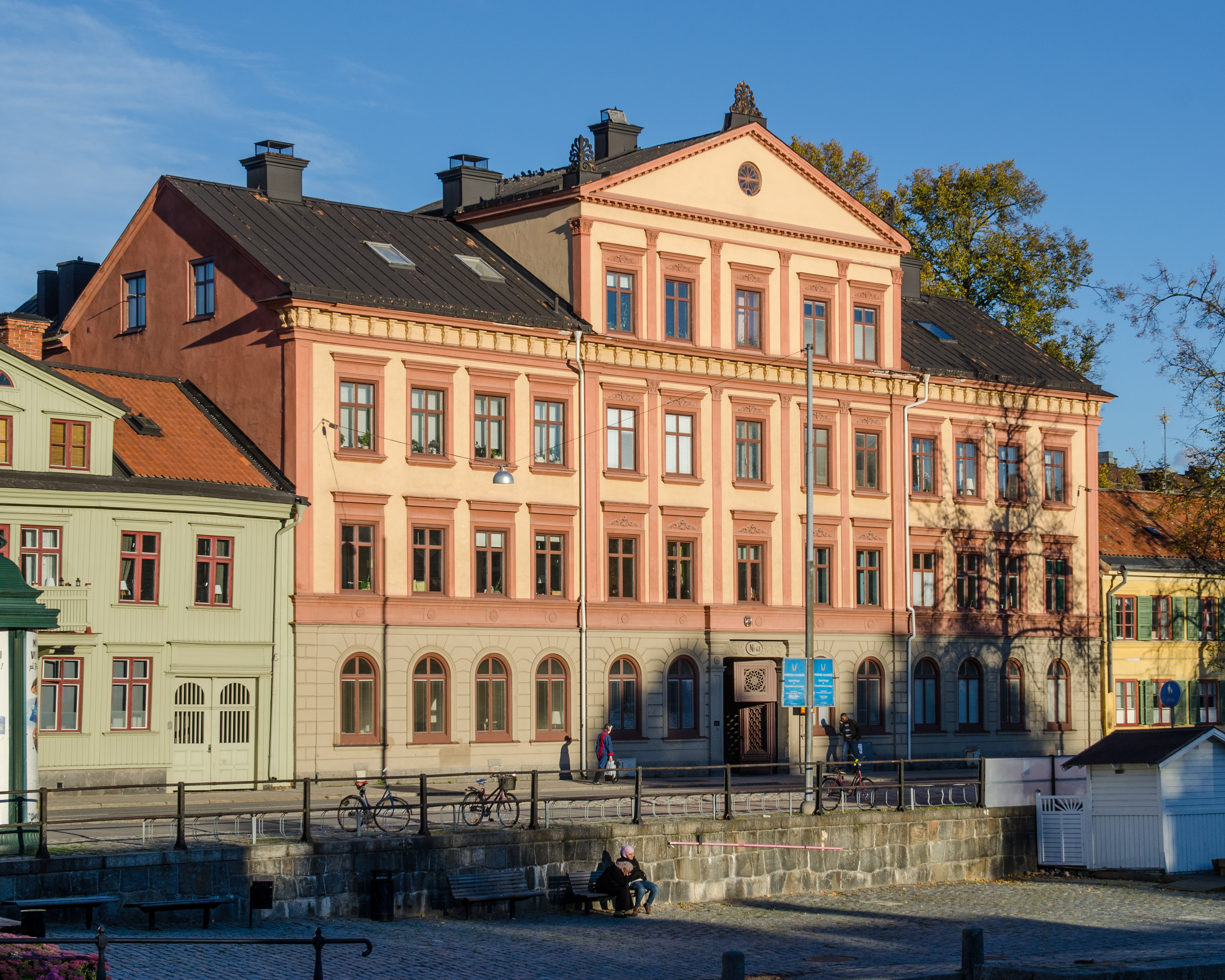
Дом в центре Уппласы, где с 1864 года жила семья Ниблом

В 1864 году Елена Нюблум вышла замуж за поэта, будущего члена Шведской академии Карла Руперта Нюблума (швед. Carl Rupert Nyblom, 1832—1907). Супруги поселились в Уппсале. В семье было шестеро детей. Их дом стал местом встреч художников Северного региона страны.
Первыми сочинениями Хелены были стихи и рассказы. Свои произведения она писала на датском языке, затем они были переведены на шведский язык её мужем. Впервые опубликованы в журнале Ny Illustrerad Tidskrift  (Новый иллюстрированный журнал). В 1875—1881 годах ее произведения были изданы в четырех книгах. Многие из её стихотворений впоследствии были положены на музыку композиторами Эмилем Шегреном и др. Ее перу принадлежат также роман «Stockholm: Norstedt», рассказы для детей, комедии, драматические произведения.
Первый сборник стихотворений писательницы, написанных в Дании, вышел в свет в 1881 году и получил высокую оценку поэта Snoilsky.
В 1897 году Елена Нюблум опубликовала свою первую сказку, в дальнейшем ею было сочинено более 80 сказок на мотивы шведского фольклора и древних мифов. Многие её сказки содержат феминистические реминистценции. Некоторые сказки писательницы были проиллюстрированы художником Йоном Бауэром.
В 1895 году событием в жизни Хелены Нюблум стало принятие католичества. Этот поступок получил в Швеции большой общественный резонанс, обсуждался в СМИ. Её критиковали друзья и сотрудники. Однако муж, не будучи католиком, взял ее под защиту.
Хелена Нюблум скончалась 9 октября 1926 года в Стокгольме, похоронена на старом кладбище Уппсалы.

## Иллюстрации к сказкам

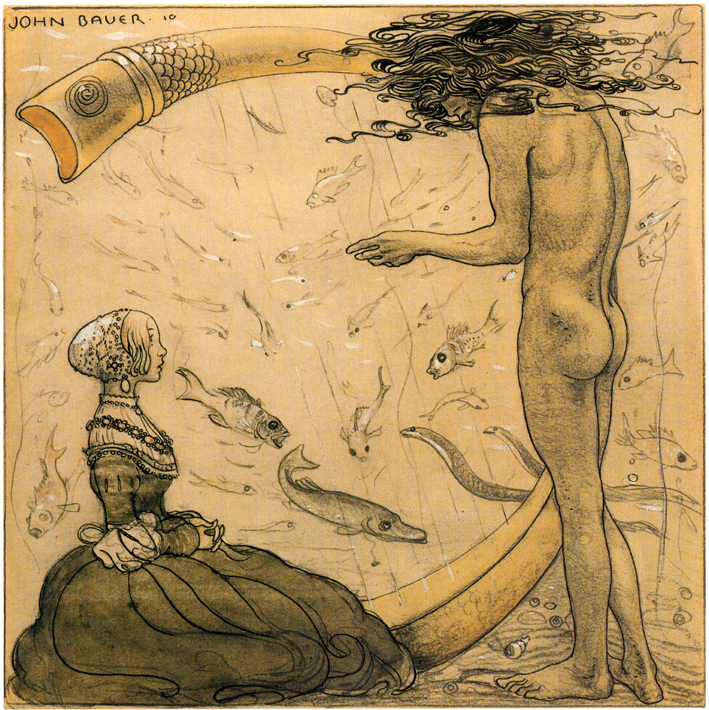
Художник Йон Бауэр. Иллюстрация к сказке "Sjoekungen"
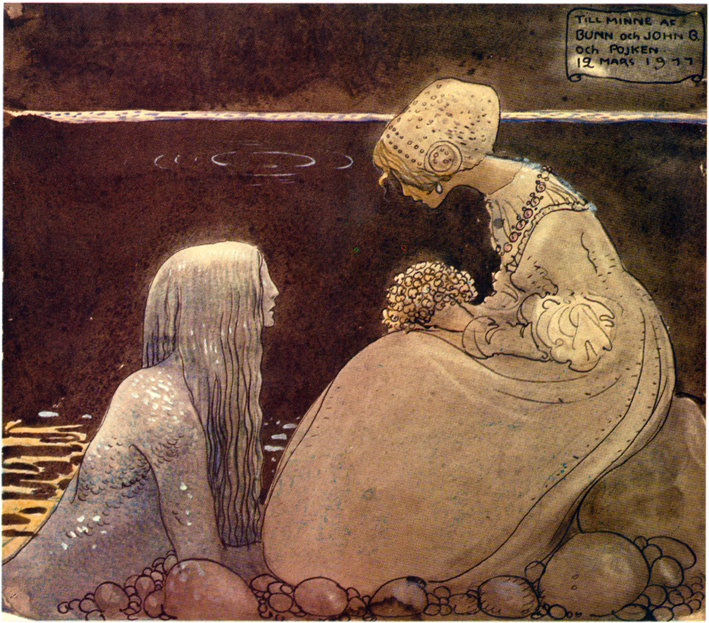
Sjoekungen
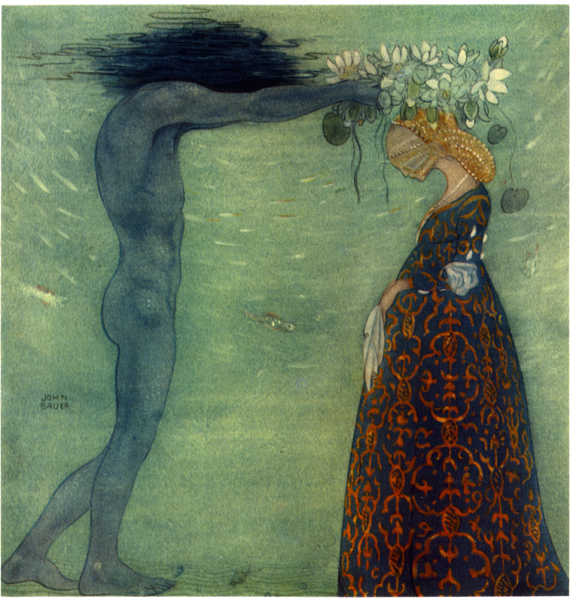
Sjoekungens
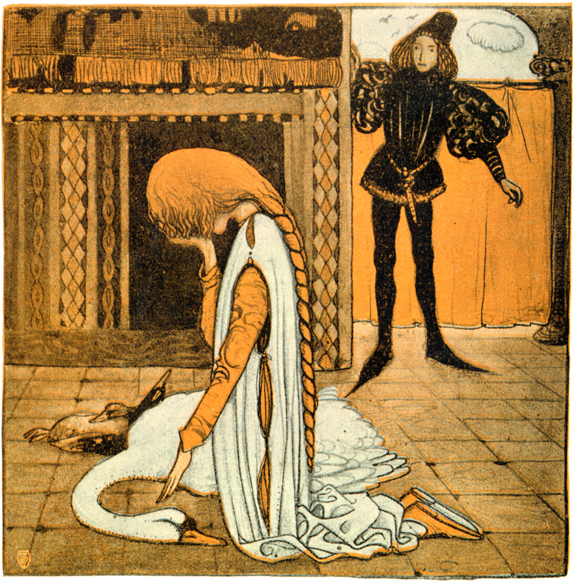
Сказка "Принцесса лебедь"
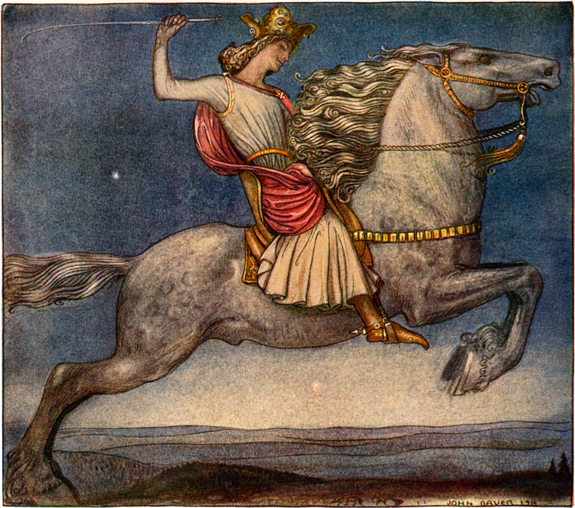
Сказка "Ringen"
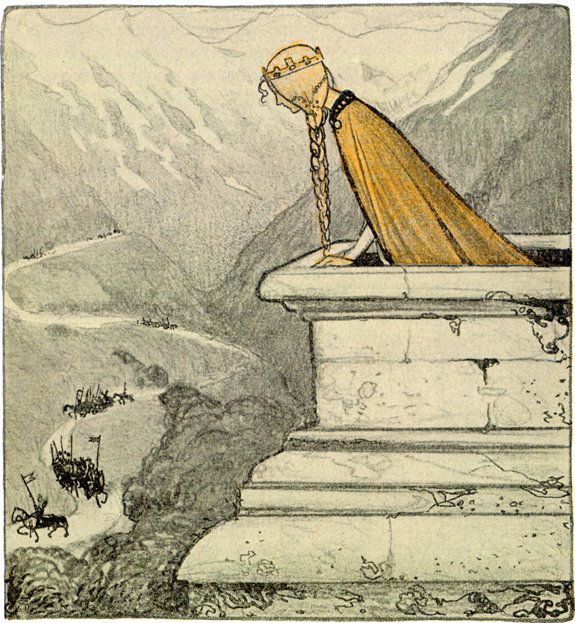
Сказка "Han som kunde rida i alla Väder"

## Библиграфия
- Noveller. Stockholm: Norstedt. 1875—1881. Libris 2057079
- Noveller. Samling 4, Merkurius ; Farbror Elis ; I dyningen ; En Evas dotter ; En hård nöt att knäcka. Stockholm: Norstedt. 1881. Libris 22108016
- Digte. Kjøbenhavn: Gad. 1881
- Under dansen. Helsingfors. 1885. Libris 10503119
- Nye digte. Kjøbenhavn: Gad. 1886. Libris 10070599
- Fortællinger og Skizzer. Kjøbenhavn. 1887. Libris 9958486
- Qvinnoöden: noveller. Stockholm: Norstedt. 1888. Libris 1625230
- Sverges skans: ett ord om och till svenskarne. Minnen från Skansens vårfest ; 8. Stockholm: Nordiska museet. 1893. Libris 1624910
- Digte: tredie Samling. Stockholm: Wahlström & Widstrand. 1894. Libris 1625229
- Fantasier: fyra berättelser. Stockholm: Wahlström & Widstrand. 1896. Libris 1663531
- Det var en gång: sagor för små och stora barn. Stockholm: Gernandt. 1897—1898. Libris 1913137
- «Det ringer!»: skämt i en akt. Svenska teatern, 99-1250025-3 ; 270. Stockholm: Bonnier. 1902. Libris 1728782
- Dikt och verklighet, samling 1 och 2. Stockholm: Norstedt. 1890. Libris 20143227 — Fulltext: Göteborgs universitetsbibliotek och Projekt Runeberg.
- Dollarprinsessan: en gammal violin. Albert Bonniers 25-öresböcker ; 16. Stockholm: Bonnier. 1912. Libris 1637820
- Kusin Claudia och andra berättelser. Albert Bonniers 25-öresböcker ; 35. Stockholm: Bonnier. 1912. Libris 1637821
- Sagospel: tillägnade Sveriges barn. Barnbiblioteket Saga, 99-0448970-X ; 42. Stockholm: Svensk läraretidning. 1912. Libris 1631182 — Med originalillustrationer av Gerda Tirén.
- Väninnorna: berättelse för unga flickor. Stockholm: Skoglund. 1912. Libris 1637823
- Djur och människor. Stockholm: Norstedt. 1914. Libris 17636474
- Sju flickor: berättelse för ungdom ([3 uppl.]). Stockholm: Åhlén & Åkerlund. 1915. Libris 1637822
- Flickornas julbok: berättelser om flickor från slott och koja. Stockholm: Åhlén & Åkerlund. 1916. Libris 1656720
- Gamla violinen och annat ur dikt och verklighet. Stockholm: Åhlén & Åkerlund. 1916. Libris 1656721
- Katten från Siena och andra fantastiska berättelser. Stockholm: Åhlén & Åkerlund. 1917. Libris 1656723
- Håsjöstapeln. Stockholm: Nordiska museet. 1917. Libris 1656722
- En ostyring och andra berättelser för flickor. Stockholm: Åhlén & Åkerlund. 1921. Libris 1476035